# 557
El 557 (DLVII) fou un any comú començat en dilluns del calendari julià.

## Esdeveniments
- L'Imperi Persa s'alia amb tribus turques per derrotar els huns.[1]
- 14 de desembre: Un terratrèmol devasta Constantinoble.[2]